# Сава Шумейко
Са́ва Ігнатович (Шумейко, Шу́мка) (? — березень 1672) — український військовик доби Гетьманщини. Стародубський полковник (1671—1672), рідний брат гетьмана Лівобережної України Дем'яна Ігнатовича.

## Родина та походження
Окрім Дем'яна мав братів Зіновія та Василя. Імовірно, серед них був наймолодший.
У полковницькому універсалі підписався як Сава Ігнатович, водночас, сучасники найчастіше називали його Шумейком або Шумкою (зокрема, московські воєводи у донесеннях царю). Походження братів Ігнатовичів залишається дискусійним. Хрестоматійною є версія В. Модзалевського, який вважав лівобережного гетьмана «мужиком» (посполитим), «здається, з Коропа». Сучасні дослідники, натомість, схиляються до того, що брати були шляхтичами. Про це, зокрема, свідчить наявність у них власного герба.
В. Кривошея та І. Кондратьєв висували припущення про належність гетьмана та його братів до роду любецьких бояр Ігнатовичів. Також відомий рід остерських шляхтичів Шумів-Шумейків. Той же В. Кривошея виявив королівський привілей від 12 лютого 1664 року про конфіскацію маєтків шляхтичів Дем'яна та Василя Ігнатовичів у Брацлавському воєводстві за «ребелізантство та кривоприсяжництво». Демко та Зінець Ігнатенки також зафіксовані у Реєстрі 1649 року у Кальницькому полку. У Погребиській сотні поруч з останнім записаний Савка без прізвища.

## Життєпис

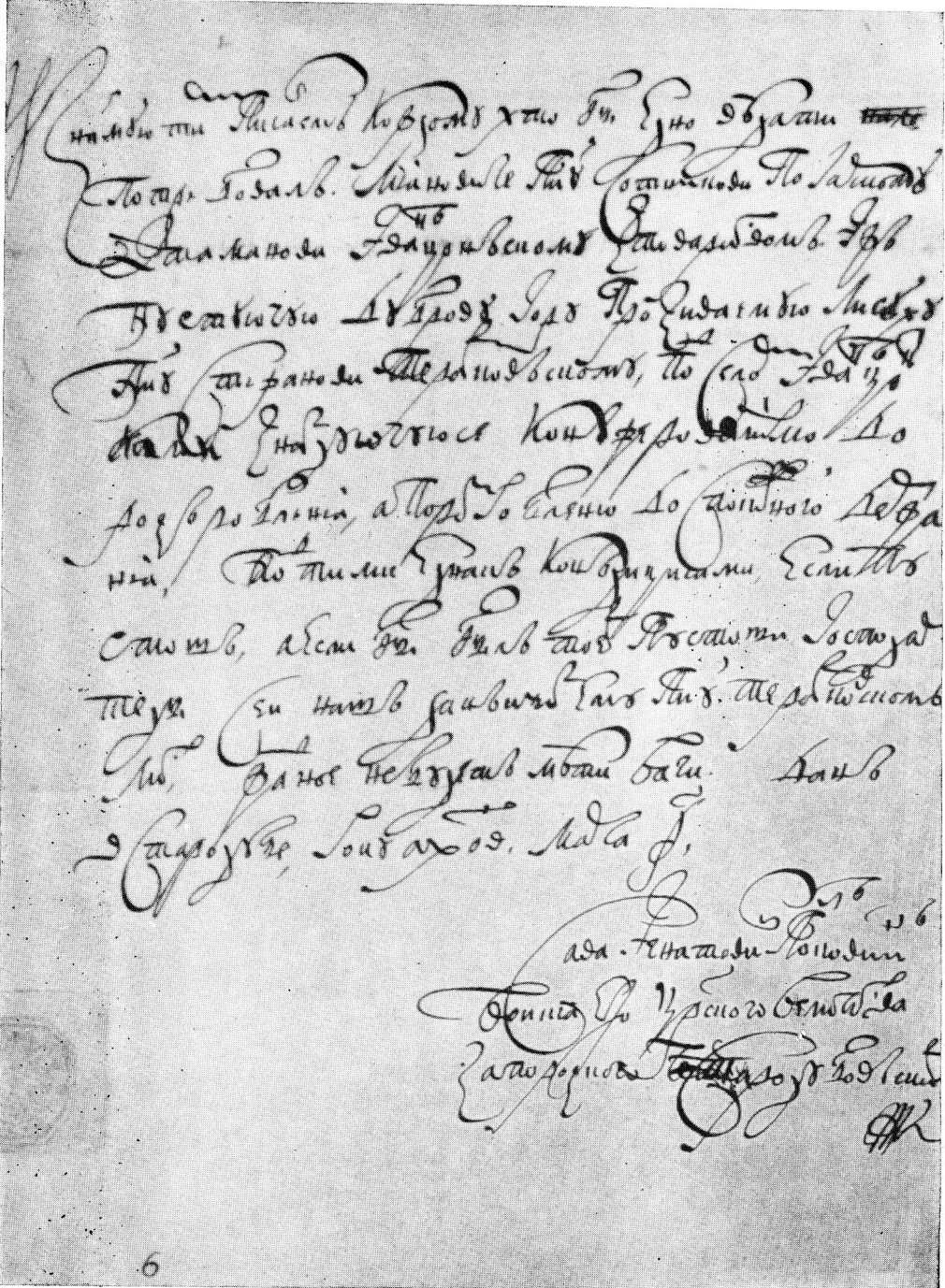
Універсал стародубського полковника Сави Ігнатовича

До 1665 відомостей немає, міг перебувати на службі у Війську Запорозькому Низовому (відомо, що брати Дем'ян і Василь були запорозькими полковниками). Після призначення брата Дем'яна чернігівським полковником опинився у полковому товаристві, отримав у володіння маєтки на території полку.
Не пізніше 1666 осадив село Савинки у Волинській сотні (у переписі 1666 згадане як Савин Хутір). У цій же сотні також осадив Самотуги. Після обрання брата гетьманом отримав від нього село Козляничі, у Сосницькій сотні — Кудрівку та Велике Устя.
У червні 1670 згаданий на уряді полтавського полкового осавула. У грудні 1671 обраний стародубським полковником замість опального Петра Рославця, якого гетьман кинув до в'язниці. Вибори організовував спеціально відряджений для цього у Стародуб генеральний осавул Павло Грибович. 2 лютого 1672 гетьман у листі прохав архієпископа Чернігівського та Новгород-Сіверського Лазаря Барановича дати його братові «святительське благословення і пастирське наставлення» (Баранович домагався звільнення Рославця і поновлення його на уряді).
9 березня видав універсал про надання землі у Погарській сотні військовому товаришу Стефанові Трайковському. Після усунення брата з гетьманства мав бути заарештований разом з іншими членами родини, але несподівано помер («в Стародубе судьбами Божьими жития своего докончал»). Новообраний гетьман Іван Самойлович конфіскував його маєтки та згодом передав своєму синові Григорію.

## Родина
Був одружений з донькою генерального хорунжого Василя Свириденка. Про дітей відомостей немає.